# Bog of Allen
Bog of Allen (irsky Móin Alúine) je největší  
vrchoviště britských ostrovů. Nalézá se ve středovýchodním Irsku mezi řekami Liffey a Shannon na území hrabství Kildare, Offaly, Laois a Westmeath.
Bažina má rozlohu 958 km2 a je využívána k průmyslové těžbě rašeliny. Místem prochází Velký a Královský kanál, dnes využívaný jen zčásti.

## Ochrana prostředí
Přestože se rašelina v Bog of Allen utvářela po zhruba 10 000 let, téměř 90 % z ní bylo vytěženo za posledních 400 let. Na podstatné ploše tohoto místa došlo k zemědělské rekultivaci, stavbám obytných domů, infrastruktury a k jiným lidským zásahům. Ochranu místa si proto vzala na starost Irská rada pro ochranu rašelinišť (Irish Peatland Conservation Council, zkratka IPCC), založená v roce 1982 s cílem zachovat část irských rašelinišť pro budoucí generace.

## Fauna a flóra
IPCC v celé oblasti zaznamenala na 185 rostlinných a živočišných druhů žijících v 17 přírodních stanovištích zahrnujících vřesoviště, lesy, kanály, bažiny a jezera.
Vyskytuje se zde množství rostlin a živočichů, jako například vřesy, orchideje, rosnatky, ostřice a brusinky; ze zvířat poté mimo jiné predátoři, jako jsou lišky a poštolky, lovící svou kořist v bažinách. Mezi běžné druhy hmyzu v Bog of Allen patří vážky či motýl hnědásek chrastavcový.

## Legendy spjaté s místem
K rašeliništi Bog of Allen a jeho okolí se váže i několik historických legend. Jeden z mýtů říká, že na tamějším kopci Hill of Allen měl svůj palác (a byl pohřben) hrdina Fionn mac Cumhaill, věštec, básník a vůdce skupiny mladých potulných lovců a bojovníků.
V Lullymore se nacházel důležitý klášter, vzniklý na popud svatého Patrika a založený biskupem Ercem, pohanským knězem jenž konvertoval ke křesťanství. Na místě původního kláštera leží velký balvan s výrazně otlačenou stopou, o níž se říká, že jde o otisk nohy svatého Patrika.